# Monica Poole
Monica Poole (* 20. Mai 1921 in Canterbury, Kent; † 3. August 2003 in Tonbridge, Kent) war eine britische Holzstecherin, die für ihre detailreichen und naturnahen Holzschnitte bekannt wurde. Sie lebte überwiegend in der Grafschaft Kent, deren Landschaften – darunter das hügelige Kalkland, das fruchtbare Weald-Gebiet und die Küstenlinie – als Motive in ihrem Werk häufig vorkamen.

## Leben
Monica Poole wurde als Tochter von Charles Reginald Poole und Gladys Aline Haskell geboren. Sie führte ein zurückgezogenes Leben. Im Alter von sechs Monaten erkrankte sie an Kinderlähmung, was bis zu ihrem fünften Lebensjahr zu einer Querschnittslähmung führte. Der frühe Tod ihrer siebenjährigen Schwester und die schwere Tuberkuloseerkrankung der Mutter belasteten sie zusätzlich. Ein längerer Aufenthalt in der Schweiz zwischen 1929 und 1931 trug zur Genesung der Mutter bei und hinterließ bei Monica Poole einen prägenden Eindruck der dortigen Berglandschaften. Ihre Schulbildung erhielt sie zunächst an der Abbotsford School und anschließend in Broadstairs. Ab 1938 besuchte sie die Thanet School of Art in Margate, wo sie von Geoffrey Wales in die Technik des Holzstichs eingeführt wurde. Während des Zweiten Weltkriegs war sie von 1940 bis 1945 in einer Flugzeugfabrik in Bedford tätig.
Nach Kriegsende studierte sie von 1945 bis 1949 an der Central School of Arts and Crafts in London. Dort traf sie auf den renommierten Holzstecher Noel Rooke, wurde jedoch vor allem durch John Farleighs Kurs in Illustration geprägt. Farleighs Illustrationen zu D. H. Lawrences The Man Who Died (1935), die Monica Poole 1940 erstmals sah, hatten sie ursprünglich dazu inspiriert, sich mit Holzstich zu beschäftigen. 1985 veröffentlichte sie eine Studie unter dem Titel The Wood Engravings of John Farleigh.
Im Jahr 1952 heiratete sie Alastair George Murison Small (1896–1969), einen ehemaligen Marineoffizier und Erfinder von Unterwasserwaffen, der der Familie Smalls of Dirnanean angehörte. Nach seinem Tod 1969 zog sie sich nach Tonbridge zurück und lebte dort zurückgezogen. Zwischen 1977 und 1993 fertigte Monica Poole etwa 36 Holzstiche an, die von Sammlern geschätzt und rasch erworben wurden. Sie stellte ihre Arbeiten unter anderem 1989 und 1993 in Einzelausstellungen bei Duncan Campbell in London aus. Ab 1967 war sie assoziiertes Mitglied der Royal Society of Painter-Etchers and Engravers, 1975 wurde sie Vollmitglied. Zudem war sie Mitglied der Society of Wood Engravers und der Art Workers Guild.

## Werk
Monica Poole war eine bedeutende Vertreterin des modernen Holzstichs in Großbritannien. Ihre Arbeiten zeichnen sich durch eine präzise Technik und die Darstellung natürlicher Formen wie Wurzeln, Pflanzen und Steine aus, oft inspiriert von der Landschaft Kents. Ihre Werke sind in bedeutenden Sammlungen vertreten, darunter das Ashmolean Museum in Oxford, das Fitzwilliam Museum in Cambridge, das Victoria and Albert Museum, das British Museum in London, die Scottish National Gallery of Modern Art in Edinburgh und die Boston Public Library.    